# 成瀬喜五郎

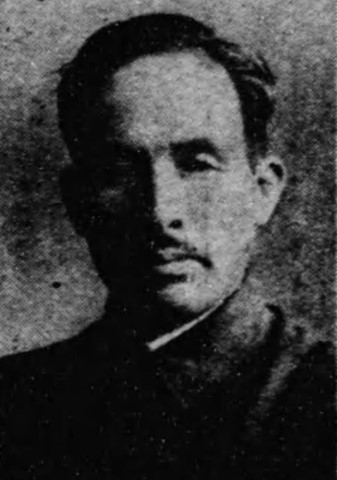
成瀬喜五郎

成瀬 喜五郎 （なるせ きごろう、1901年（明治34年）3月5日 - 1972年（昭和47年）10月25日）は、日本の農民運動家、日本社会党衆議院議員（1期）。

## 経歴
徳島県出身。農業を行う傍ら、1925年2月に日本農民組合岩脇支部を那賀郡羽ノ浦町に結成し、青年部長に就任する。翌年、同組合徳島県連合会の青年部幹部となる。戦前は全国農民組合（全農）、労農党、社会大衆党に参加した。
戦後は日本農民組合（現・全日本農民組合連合会）徳島県支部連合会会長となり、1946年衆院選に立候補したが落選した。1947年衆院選に徳島県全県区から社会党公認で出馬して初当選した。1949年衆院選で落選。1953年衆院選では右派社会党から出馬して落選した。
このほか、徳島県農地、食糧各委員、中央農地委員会委員を務めた。
1972年に死去。墓所は徳島市眉山の青葉の碑と東京青山墓地に合葬。